# Afkondiging van de Derde Franse Republiek
De afkondiging van de Derde Franse Republiek vond plaats in de Franse hoofdstad Parijs op 4 september 1870. Met de oprichting van de Derde Franse Republiek kwam er een einde aan het Tweede Franse Keizerrijk en de regeerperiode van Napoleon III als keizer der Fransen. De republikeinen namen hierbij de macht over van de bonapartisten.

## Verloop
In de zomer van 1870 was Frankrijk verzeild geraakt in een oorlog met het Pruisen van kanselier Otto von Bismarck, de Frans-Duitse Oorlog. Na de beslissende Franse nederlaag in de Slag bij Sedan, in het noorden van het land, op 1 september 1870, gaf keizer Napoleon III zich op 2 september 1870 over aan Pruisen. Het nieuws van de overgave bereikte Parijs op 3 september 1870 en deed de gemoederen in de Franse hoofdstad oplopen.
Eugène Schneider, de voorzitter van het Wetgevend Lichaam, belegde die dag een spoedvergadering van de volksvertegenwoordigers in het Palais Bourbon, de zetel van het Wetgevend Lichaam. Deze vergadering voltrok zich in de nacht van 3 op 4 september 1870. Ze ging van start om 1 uur en duurde een halfuur. Het republikeinse parlementslid Jules Favre nam het woord en verklaarde:
"Louis-Napoléon Bonaparte et sa dynastie sont déclarés déchus du pouvoir. Il sera nommé par le Corps législatif une commission [...] investie de tous les pouvoirs du gouvernement et qui aura pour mission expresse de résister à outrance à l'invasion et de chasser l'ennemi du territoire. [...] Le général Trochu est maintenu comme gouverneur général de Paris."

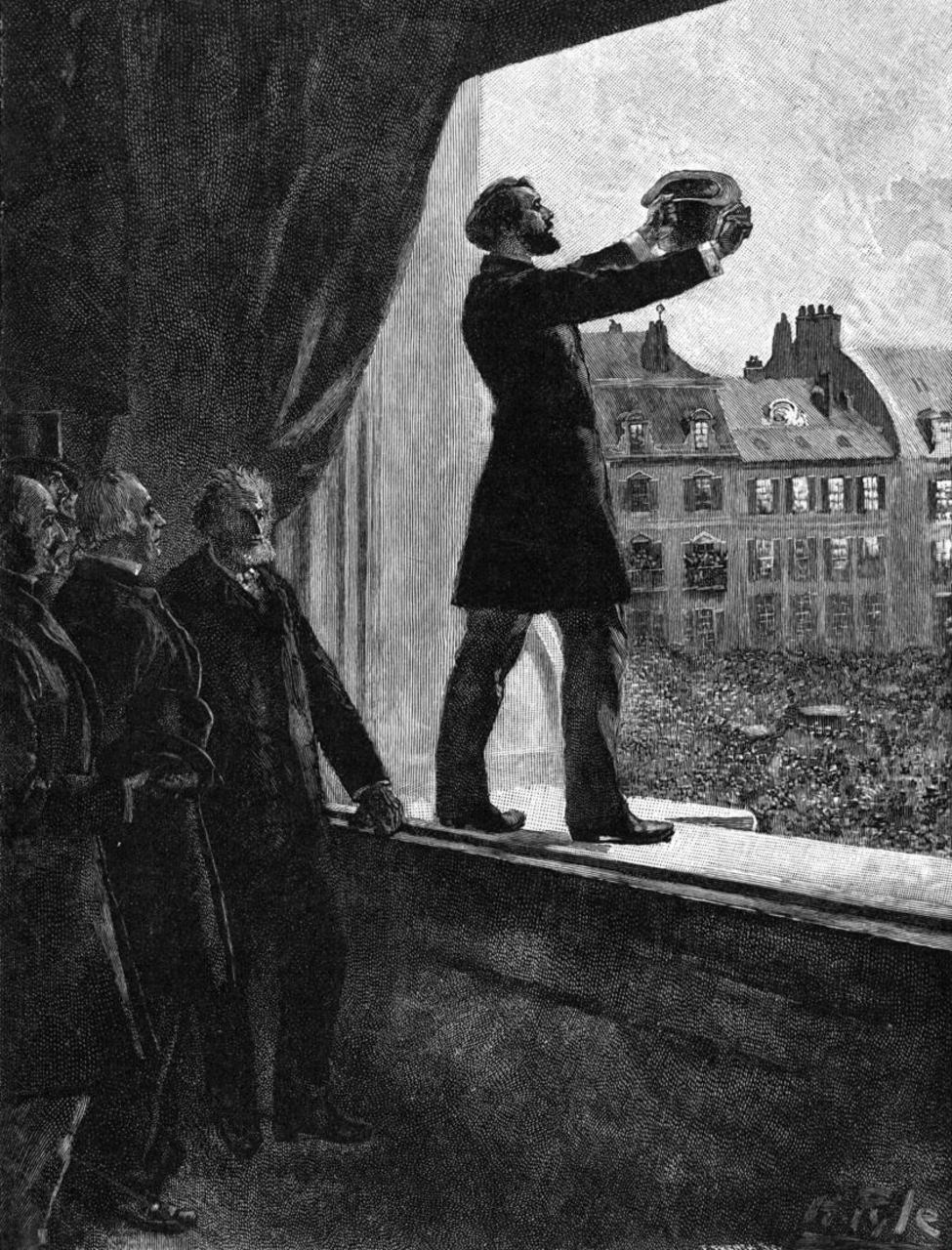
Léon Gambetta kondigt de republiek af vanop het balkon van het stadhuis van Parijs.

Enkele uren later hervatte de zitting. Het nieuws van de gebeurtenissen in het Wetgevend Lichaam verspreidde zich doorheen Parijs en voor het Palais Bourbon daagde een menigte op die de afzetting van keizer Napoleon III eisten. De ordediensten waren in groten getale aanwezig om de mensenmassa de baas te kunnen en om de veiligheid van de volksvertegenwoordigers binnen te verzekeren. Zo'n 5.000 ordetroepen, waaronder politieagenten, gendarmes te voet en te paard en garnizoensoldaten, bewaakten de regeringsgebouwen waar eerste minister Charles Cousin-Montauban op dat moment verbleef.
In het halfrond eiste Léon Gambetta de afzetting van de keizer, terwijl Adolphe Thiers enkel een "regerings- en defensiecomité" wenste op te richten. De zitting verliep woelig en de publiekstribunes zaten overvol. Tijdens een schorsing van de zitting begaf zich een deel van het publiek naar buiten en begon met zakdoeken en hoeden te zwaaien naar de opgekomen menigte buiten. Toen rond 14u30 enkele volksvertegenwoordigers en een honderdtal wachters het Palais Bourbon opnieuw binnengingen, stortte een deel van de opgekomen massa zich mee naar binnen, wat de chaos enkel nog meer deed toenemen.
Gambetta deed vervolgens een oproep om het debat verder te zetten zonder kreten of applaus. Volksvertegenwoordiger Adolphe Crémieux riep eerste minister Cousin-Montauban op de gendarmes in het parlementsgebouw weg te sturen, daar hun aanwezigheid als provocatie werd beschouwd. Deze stemde hiermee in en in een mum van tijd betraden nog meer relschoppers het halfrond. De volksvertegenwoordigers probeerden de menigte binnen ondertussen te temperen en kalmte te doen terugkeren. Zij slaagden daar echter niet in.
Voorzitter Schneider zag zich genoodzaakt de vergadering te sluiten, waardoor het niet tot een stemming kon komen over de afzetting van de keizer. Volksvertegenwoordiger Jules Favre riep de menige vervolgens toe dat het halfrond niet de gepaste plek was om de republiek uit te roepen. Vanop het spreekgestoelte riep zijn collega Léon Gambetta vervolgens:
"Allons à l'hôtel de ville!"
Vanuit het stadhuis kondigde Léon Gambetta later die dag officieel de republiek af.

## Gevolgen
De afkondiging van de Derde Franse Republiek had grote politieke gevolgen: keizer Napoleon III werd afgezet en ging in ballingschap in Engeland, waar hij drie jaar later zou overlijden. Ook vele van zijn medestanders verdwenen van het toneel. Onder hen vluchtten ook heel wat prominente personen ten tijde van het Keizerrijk naar het buitenland, zoals bijvoorbeeld voormalig ministers Charlemagne de Maupas en Pierre Jules Baroche, alsook kunstenaar Émile de Nieuwerkerke.
Victor Hugo daarentegen kon na de val van het keizerrijk terugkeren naar zijn vaderland na meer dan achttien jaar ballingschap in België en op de Kanaaleilanden.

## Galerij

afkondiging van de Derde Franse Republiek, 4 september 1870.
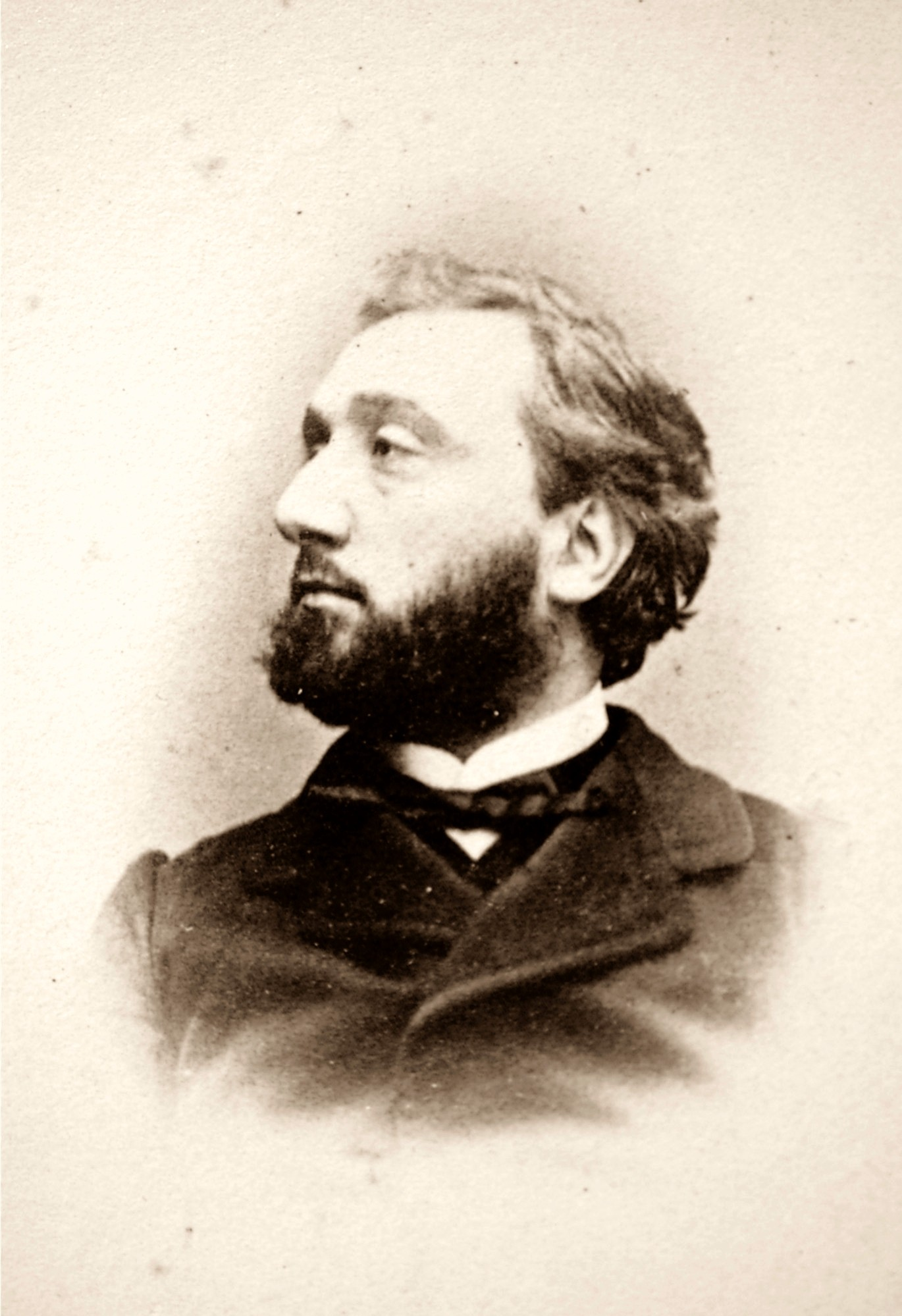
Republikeins parlementslid Léon Gambetta.
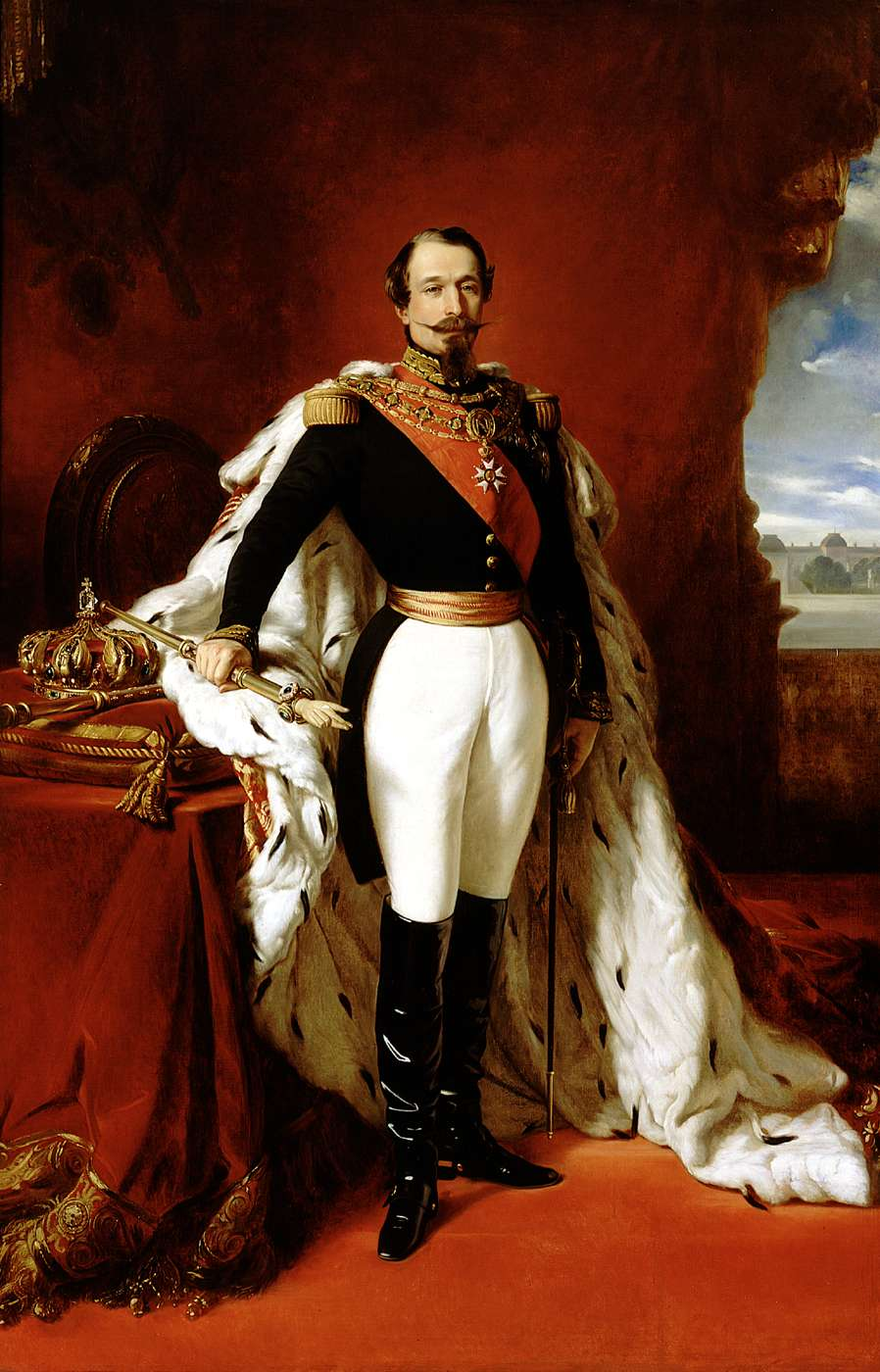
De afgezette keizer Napoleon III.
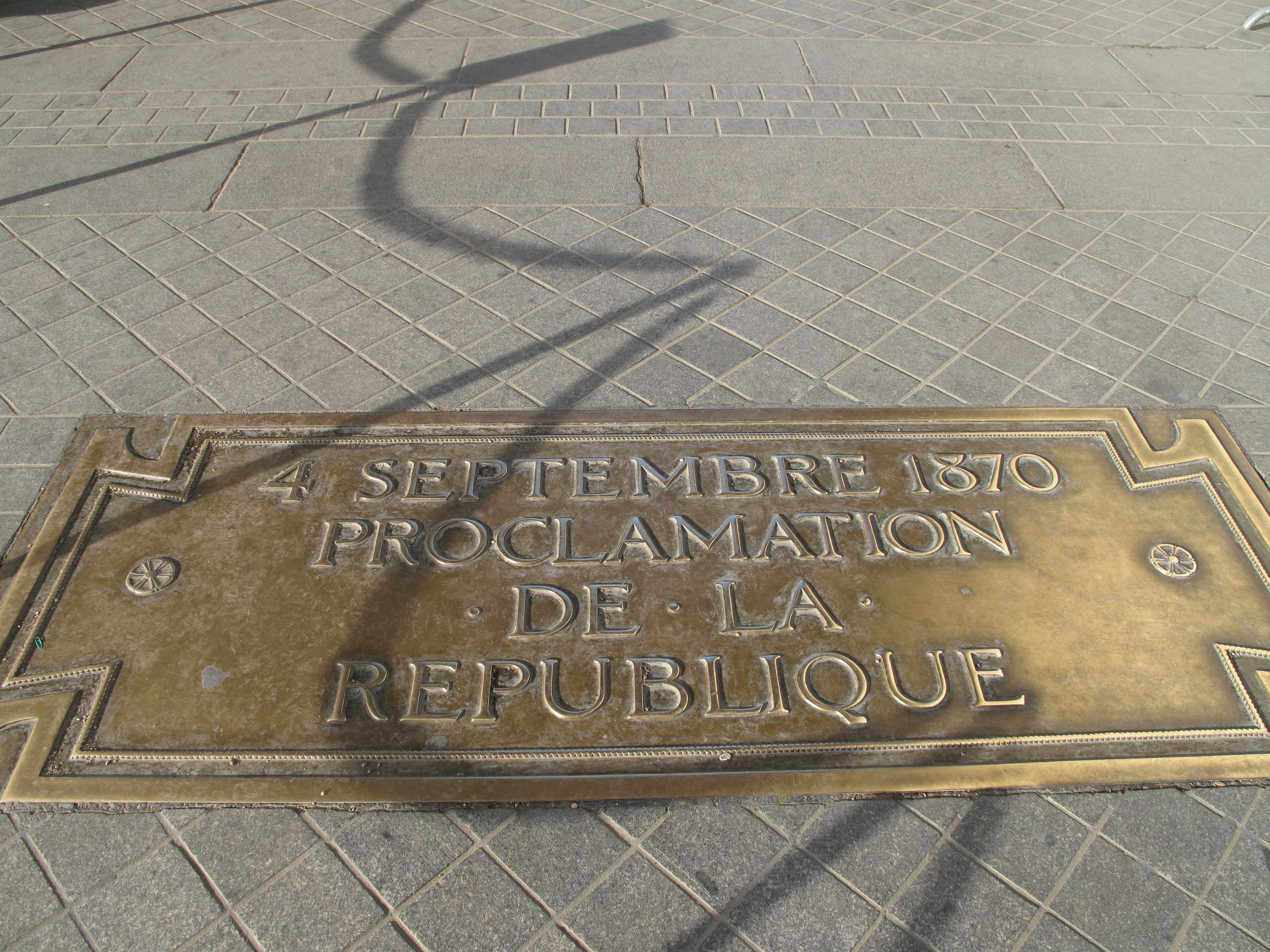
Plakkaat ter herinnering aan de afkondiging van de republiek op 4 september 1870.
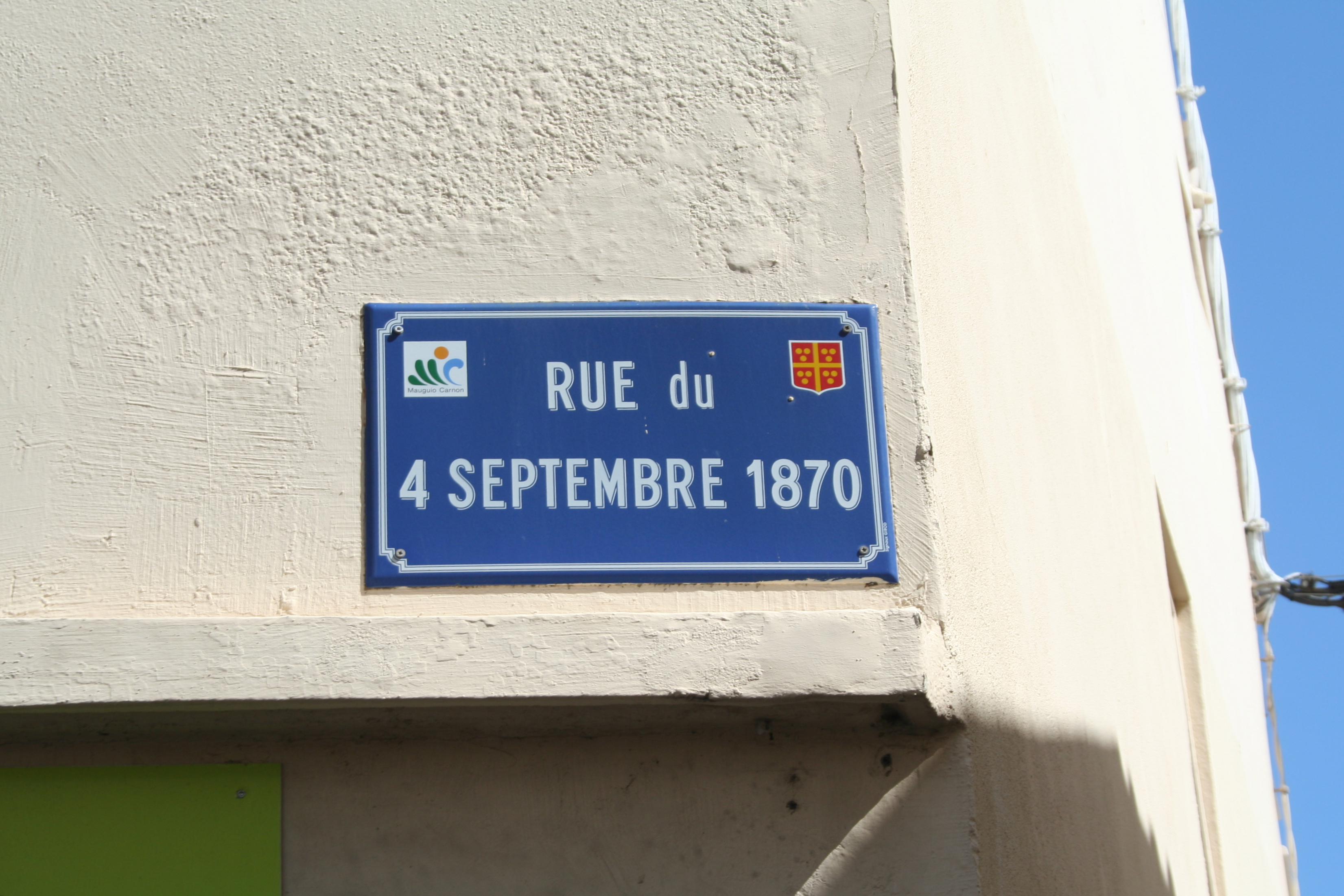
Straatnaambord in Mauguio ter herinnering aan de gebeurtenissen op 4 september 1870.